# Atari Games
Az Atari Games Corporation amerikai játéktermi játék-gyártó cég volt. A vállalat eredetileg az Atari, Inc. érmés játéktermi játékaiért felelős divíziója volt, azonban 1984-ben különálló cég lett.

## Története
Amikor a Warner Communications divíziójaként működő Atari Inc. több mint 500 millió dollár veszteséget termelt 1983. első három negyedévében, akkor az érmés játéktermi divíziója volt az egyetlen, ami profitot hozott. 1984-ben a Warner eladta az Atari fogyasztói termékekkel foglalkozó divízióját Jack Tramielnek; aki az így létrejött új céget Atari Corporation névre keresztelte. A Warner megtartotta a vállalat érmés játéktermi részlegét és átnevezte azt „Atari Games”-re. A Tramiel és a Warner Communications közötti megállapodás értelmében az Atari Games semmi esetben sem hagyhatta el a Games szót a nevéből és az Atari márkanevet egyáltalán nem használhatta a fogyasztói termékek, így a számítógépes és konzolos videójátékok piacán. Az Atari Games átvette a régi Atari Inc.-nél dolgozó alkalmazottak többségét és a legtöbb az átalakulás előtt megkezdett projektet folytatni tudta. Az Atari Corp. ezzel szemben befagyasztotta a projektjeit és megritkította a személyzetét és műveleteit. 1985-ben a Namco többségi részesedést vásárolt az Atari Gamesből, azonban hamar érdeklődését vesztette egy amerikai leányvállalat irányítása iránt. 1987-ben a Namco eladta a részvényeit, részben vissza a Warnerner, részben pedig a Nakadzsima Hidejuki, az Atari Games későbbi elnöke által irányított dolgozói csoportjának.
Az Atari Games folytatta a játéktermi játékok és egységek gyártását, illetve 1988-ban a Tengen márkanév alatt a Nintendo Entertainment Systemre is elkezdett kazettákat gyártani, köztük a Tertist is. A Nintendo és az Atari Games között az 1980-as évek végén hosszadalmas persorozat indult, köztük a Tetris feletti jogok, illetve a 10NES tiltóchip kijátszása miatt, ami azt korlátozta, hogy külsős cégek játékkazettákat gyártsanak a rendszerre a Nintendo engedélye nélkül. Az ügyet 1994-ben zárták le; az Atari Gamest pénzbeli kártérítésre és a licencfeltételek betartására kötelezték.
1989-ben a Warner Communications egyesült a Time Inc.-kel, megalapítva ezzel a Time Warnert. 1993-ban a Time Warner többségi részesedést vásárolt az Atari Gamesben és azt a Time Warner Interactive nevű divíziójának leányvállalatának sorolta be. Ugyan az Atari Games megtartotta az identitását az új tulajdonos alatt, azonban a Tengent feloszlatták a Time Warner Interactive márkanév javára. 1994. közepén az Atari Games, a Tengen és a Time Warner Interactive neveket a Time Warner Interactive címszó alatt egyesítették.
1996 áprilisában miután Nolan Bushnell Atari-társalapító sikertelenül megpróbálta felvásárolni az Atari Gamest, eladták azt a WMS Industriesnak, a Williams, a Bally és a Midway játéktermi márkák tulajdonosának. Dan Van Elderen, az Atari Games elnökének elmondása szerint 1995-ben a Time Warner elhatározta, hogy kilép a videójáték-iparból és arra utasította az Atari Games vezetőségét, hogy találjanak vevőt a cégre. Ez meglepte Elderent, hiszen általában az anyacég keres vevőt a leányvállalataira.
1998. április 6-án a WMS Industries a videójátékos birtokait Midway Games név alatt különálló vállalatként elkülönítette, ami utána átvette az Atari Games divízió irányítását. 1999 elején a Hasbro Interactive elkezdte feléleszteni az Atari márkanevet a fogyasztói termékek piacán, miután megszerezte azt a JTS Corporationtől. A félreértések elkerülése érdekében az Atari Gamest 1999. november 19-én átnevezték Midway Games Westre, ezzel az Atari Games név használaton kívülre került.
2001-ben a Midway Games a piac zsugorodása miatt kilépett a játékteremiparból. Ennek ellenére a Midway Games West továbbra is készített játékokat az otthoni konzolok piacára, amíg 2003. február 7-én fel nem oszlott a gyenge játékeladások miatt. Ugyan a Midway Games West ezek után érdemleges tevékenységet nem végzett, azonban a cég holdingszervezetként tovább működött a tulajdonai szerzői jog- és védjegy-tulajdonosaként. 2009 februárjában a Midway Games 11. cikkely szerinti csődvédelmet kezdeményezett, 2009 júliusában a Midway eszközeinek nagy részét eladták a Warner Bros. Interactive Entertainmentnek, ezzel újra visszakerültek az Atari Games-tulajdonok a Time Warnerhez. A szervezet ennek ellenére egyéb jogi okok miatt 2013. október 2-ig továbbra is fennállt.

## Az Atari Games által fejlesztett játéktermi játékok
- 720°
- APB
- Area 51
- Area 51: Site 4
- Badlands
- Batman
- Blasteroids
- California Speed
- Championship Sprint
- Cops
- Cyberball
- Cyberball 2072
- Escape from the Planet of the Robot Monsters
- Gauntlet
- Gauntlet II
- Gauntlet Legends
- Guardians of the ’Hood
- Hard Drivin’
- Hydra
- Indiana Jones and the Temple of Doom
- Klax
- Mace: The Dark Age
- Marble Madness
- Maximum Force
- Moto Frenzy
- Off the Wall
- Paperboy
- Peter Pack Rat
- Pit-Fighter
- Primal Rage
- Qwak!

| - Atari R.B.I. Baseball - Race Drivin’ - Radikal Bikers - Rampart - Relief Pitcher - RoadBlasters - Road Burners - Road Riot 4WD - Road Runner - S.T.U.N. Runner - San Francisco Rush: Extreme Racing - San Francisco Rush: The Rock - San Francisco Rush 2049 - Shuuz - Skull & Crossbones - Space Lords - Star Wars: The Empire Strikes Back - Steel Talons - Super Sprint - T-MEK - Tetris - ThunderJaws - Toobin’ - Tournament Cyberball 2072 - Vapor TRX - Vindicators - Vindicators Part II - War Final Assault - Wayne Gretzky’s 3D Hockey - Xybots |

### Nem megjelent prototípusok
- Accelerator
- Arcade Classics
- Beat Head
- Beavis & Butthead
- BMX Heat
- Bloodlust IK3
- Cyberstorm
- Danger Express
- Freeze[13]
- Guts and Glory
- Hard Drivin’s Airborne
- Hot Rod Rebels
- Marble Man: Marble Madness II
- Metal Maniax
- Meanstreak
- Primal Rage II
- Road Riot’s Revenge Rally
- Sparkz
- Street Drivin’
- Subs
- Vicious Circle

## Fordítás
- Ez a szócikk részben vagy egészben  az   Atari Games című angol Wikipédia-szócikk ezen változatának fordításán alapul.  Az eredeti cikk szerkesztőit annak laptörténete sorolja fel. Ez a jelzés csupán a megfogalmazás eredetét és a szerzői jogokat jelzi, nem szolgál a cikkben szereplő információk forrásmegjelöléseként.